# Seconde bataille navale d'Arica
Guerre du Pacifique
Batailles
Campagne navale
- Chipana
- Iquique
- Punta Gruesa
- Antofagasta (1re)
- Antofagasta (2e)
- Rímac
- Angamos
- Pilcomayo
- Arica (1re)
- Arica (2e)
- Callao

Campagne terrestre
- Topáter
- San Francisco
- Tarapacá
- Los Ángeles
- Alto de la Alianza (Tacna)
- Arica
- Chorrillos
- Miraflores
- Lima
- San Pablo
- Pachia
- La Concepción
- Huamachuco

La seconde bataille navale d'Arica ou double rupture du blocus d'Arica était une action militaire qui a eu lieu au port d'Arica le 17 mars 1880, pendant la Guerre du Pacifique (1879-1884) réalisée par la corvette péruvienne Unión pour briser le blocus du port par l'escadre chilienne.

## Antécédents
Après avoir capturé le monitor Huáscar dans le combat naval d'Angamos , le Chili maîtrisait pratiquement la mer et a commencé à planifier la campagne terrestre contre le Pérou qui avait perdu la plupart des ports (Iquique, Ilo et Pisagua. La flotte chilienne bloquait le port d'Arica pour empêcher les péruviens de recevoir des renforts de Lima. Celle-ci était composée de : la frégate blindée Almirante Cochrane, du monitor Huáscar et du navire de transport Amazonas affrété à la Pacific Steam Navigation Company.
La première bataille navale d'Arica, le 27 février 1880, n'a pas permis aux chiliens de prendre le port, défendu par le monitor Manco Cápac et les batteriescôtières, qui a été bombardé du 29 février jusqu'au 6 mars.

## Le combat

### Première rupture du blocus

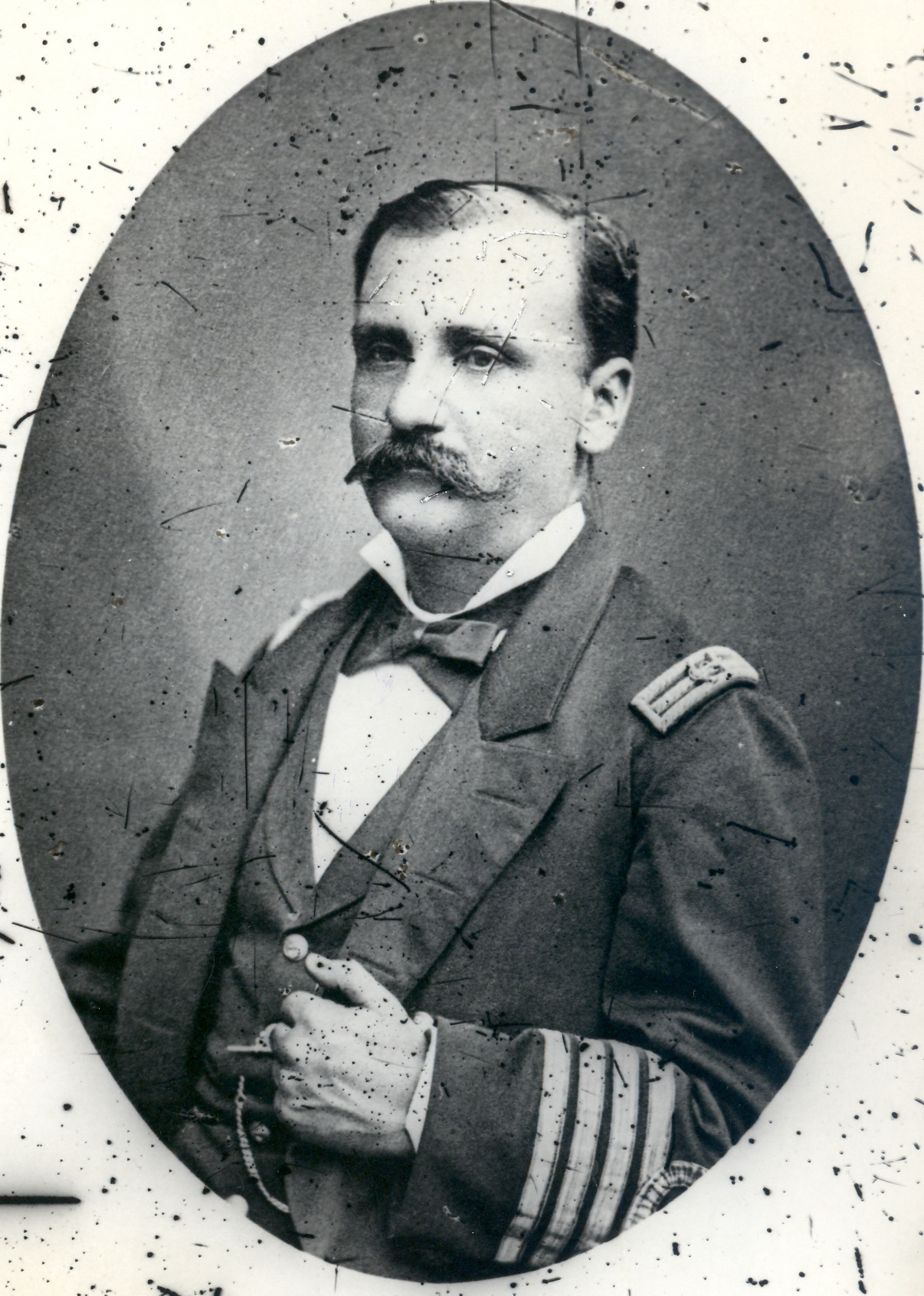
Capitaine Villacencio

Le 17 mars 1880, à 02h00 du matin, la corvette péruvienne s'est présenté à Arica, lorsque les navires chiliens étaient en mer. L' Unión s'avança lentement vers le port, à l'abri de l'obscurité et du silence absolu à bord. A 04h00, à distance de sécurité, le capitaine Villavicencio détache un bateau de son navire pour informer les autorités à terre de sa présence. A 04h30, la corvette péruvienne est entrée au mouillage, a été reçue par le bateau bolivien Sorata et ancrée avec le moniteur Manco Cápac.Son arrivée a été accueilli avec jubilation par la garnison péruvienne, mais aussi par les équipages des navires de guerre étrangers, qui avaient remarqué et observé les manœuvres de la corvette péruvienne.
Les chiliens, qui maintenaient le blocus, ne se rendirent pas compte tout de suite que de ce qui se passait dans le port, alors que l' Unión déchargeait déjà les fournitures pour l'armée péruvienne à Arica. Le commandant du Huáscar, capitaine de la frégate Carlos Condell et commandant accidentel du blocus, a ordonné au transport Matías Cousiño de se rendre à Pacocha pour informer le commandant de l'escadre chilienne, le contre-amiral Galvarino Riveros, de la présence de la corvette péruvienne Unión et demander des renforts pour renforcer le blocus. Carlos Condell décide d'attaquer l' Unión en profitant de ses canons à longue portée de 40 livres et lui permettaint d'attaquer sans être touché par les canons des batteries du port. A 8h50, le bombardement commence ; le Huáscar tire 11 coups et est répondu par 3 de l' Unión et 2 de la batterie la plus proche..

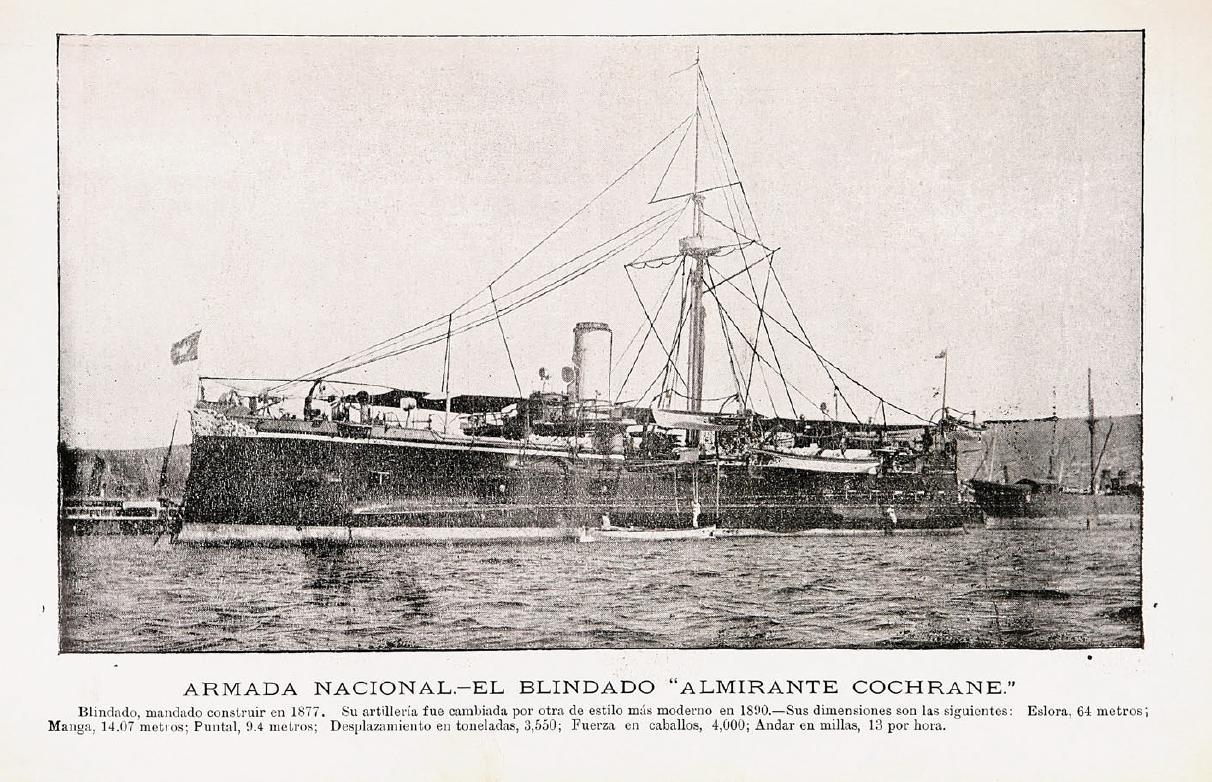
Almirante Cochrane

A 9 heures du matin, 2 fumées sont aperçues du sud, qui s'est avéré être la frégate blindée Almirante Cochrane et le transport d'artillerie Amazonas. Almirante Cochrane, sous le commandement de Juan José Latorre, qui revenait d' Iquique pour remplacer Huáscar et Amazonas dans le blocus, et qui de Ilo apportait des munitions de rechange. Les deux navires s'étaient rencontrés tôt le matin à Caleta Vítor, à 15 miles au sud d'Arica. Les Péruviens ont confondu le Cochrane avec le Blanco Encalada. Le Cochrane et le Huáscar se sont réunis pour que leurs commandants puissent se concerter et s'entendre sur une attaque contre la corvette péruvienne.

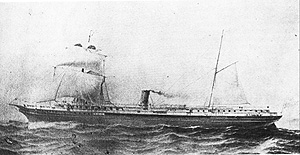
Transport Amazonas

À midi, l'escadre chilienne s'est déployée en formation offensive et a commencé à tirer simultanément sur l' Unión à 4.000 mètres. Les tirs d'artillerie chiliens ont été intenses et ils ont tiré un total de 84 coups contre la corvette péruvienne, tandis que les batteries péruviennes ont tiré 43 coups, le monitor Manco Cápac a tiré 4 coups et la corvette Unión  a tiré 20 coups. Deux obus ont frappé le navire péruvien Unión et 5 autres ont explosé dans les airs, détruisant une partie du pont de commandement, tous les canots de sauvetage, des réserves de charbon et 8 blessés. Le Cochrane a reçu 4 impacts : un du monitor Manco Cápac, qui a disjoint les plaques de son blindage, mais sans pénétrer ; 2 autres tirs sont tombés dans la ligne de flottaison sans la percer et un autre a détruit la pharmacie. Le Huáscar a reçu quatre gros projectiles : 3 dans la coque et un dans le mât à cliquet, sans dommage majeur. Les navires chiliens n'ont pas eu de victimes.

### Seconde rupture du blocus

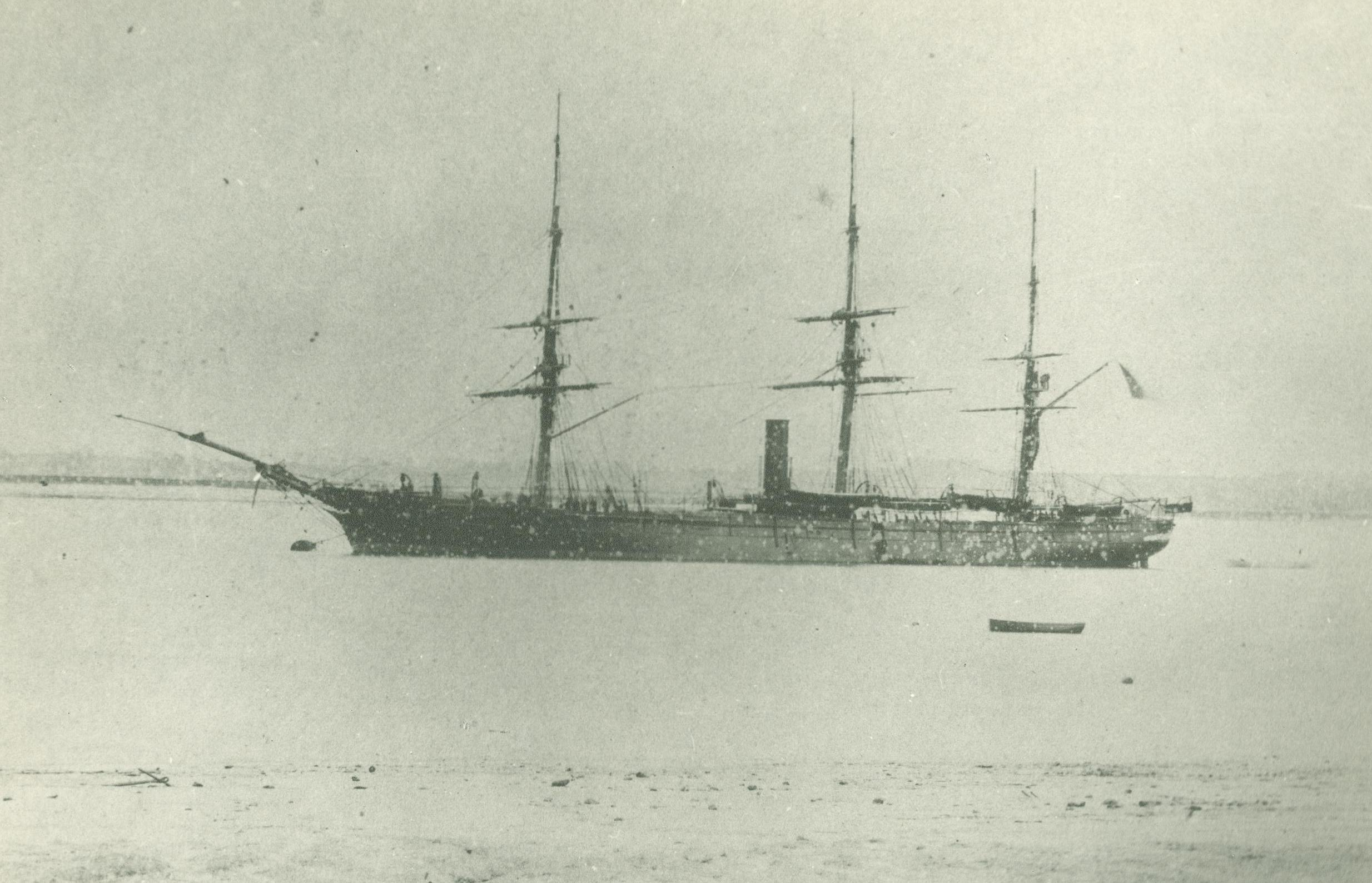
Corvette Union

L'escadre chilienne a renforcé sa ligne de blocus pour éviter une sortie ultérieure de l' Unión. Mais à 16h20 , l' Unión a découvert que tous les navires tenant le blocus ont commencé à converger vers l' Almirante Cochrane, localisé au large de Chacalluta. En effet, dans celui-ci, un comité de commandement des navires chiliens se tenait, pour préparer les prochaines actions pour couler la corvette péruvienne. À 16h30, le commandant Manuel Villavicencio s'est adressé à l'équipage de la corvette péruvienne, demandant: "Hommes, voulez-vous mourir sur terre ou en mer?" La réponse était unanime: "En mer!" Et donc l'ordre a été donné de lever l'ancre, en la gardant dans l'eau, de sorte que pour les navires chiliens le navire péruvien restait ancré. Comme l' Unión avait maintenu la pression de ses machines tout au long du combat et pendant le déchargement de la journée, cela n'avait pas inquiéter beaucoup les navires chiliens. 
A 17h00, l' Unión a désamarré du quai d'Arica, a manœuvré à l'intérieur de la rade, en direction de l Île d'Alacrán. A la hauteur de cette île, au lieu de tourner au nord, il prit la route du sud en direction des eaux chiliennes. Plus tard, il s'est dirigé vers l'ouest la nuit, puis vers le nord.
Le capitaine Juan José Latorre, réalisant la manœuvre, ordonna à ses commandants de suivre et de capturer la corvette péruvienne. L' Unión, ayant déjà de la vitesse avait réussi à échapper à la poursuite des navires chiliens.

## Epilogue
Le navire péruvien est entré dans le port de Callao, le 20 mars 1880 , à la stupéfaction de tous. Il avait accompli une mission difficile et le gouvernement, en reconnaissance, lui a conféré la Croix de fer.
Il y a eu des récriminations au Chili contre l'escadre  parce que l' Unión a pu s'échapper d'Arica, mais le capitaine Latorre a pris ses responsabilités et les critiques ont pris fin.